# UR-100N
UR-100Nは、ソビエト連邦が開発したサイロ発射式の大陸間弾道ミサイル。クルニチェフ国家研究生産宇宙センターで製造され、NATOではSS-19スティレットとして報告されている。改良型のUR-100N UTTKh(SS-19 Mod3)は1982年に製造が開始され、近年まで運用されており2030年まで保管されている。
UR-100Nを転用した衛星打ち上げロケットにストレラとロコットが存在する。極超音速滑空体アバンガルドの運搬手段としてもUR-100N UTTKhは選定された。